# Beryanak
 Beryanak  est un quartier populaire de l’ouest[réf. souhaitée] de Téhéran dont un projet de rénovation est à l’étude[Depuis quand ?].